# Toy Story Land
Pour les articles homonymes, voir Toy Story (homonymie).
Toy Story Land ou Toy Story Playland sont des zones thématiques des parcs Disney, axées sur l'univers des films Toy Story.
- Toy Story Playland, ouvert en 2010 au parc Walt Disney Studios de Disneyland Paris ;
- Toy Story Land, ouvert en 2011 à Hong Kong Disneyland ;
- Toy Story Land, ouvert le 26 avril 2018 à Shanghai Disneyland
- Toy Story Land, ouvert le 30 juin 2018 aux Disney's Hollywood Studios de Walt Disney World Resort.

## Historique
Le 17 août 2010, Toy Story Playland ouvre au parc Walt Disney Studios avec trois nouvelles attractions (RC Racer, Toy Soldiers Parachute Drop, Slinky Dog Zigzag Spin) et une boutique (Barrel of Monkeys).
Le 15 août 2015, lors du D23, Disney Parks annonce la construction de Star Wars: Galaxy's Edge et de Toy Story Land au Disney's Hollywood Studios, le second sera situé derrière l'attraction Toy Story Midway Mania, à la place du parcours de Studio Backlot Tour,,,,.
Le 10 novembre 2016, Bob Chapek annonce l'ouverture d'un Toy Story Land pour 2018 au parc Shanghai Disneyland. Le 6 décembre 2017, Shanghai Disney Resort annonce l'ouverture du Toy Story Land pour avril 2018. Le 26 avril 2018, Toy Story Land ouvre au Shanghai Disney Resort,,, accompagné par la présentation d'un avion de la China Eastern Airlines avec une livrée Toy Story.
Le 30 avril 2019, le parc Disney's Hollywood Studios annonce l'ouverture d'un restaurant de service à table à l'entrée de la zone Toy Story Land, nommé Roundup Rodeo BBQ,.

## Les attractions

### Parc Walt Disney Studios
- RC Racer, une attraction de type Half Pipe.
- Toy Soldiers Parachute Drop, une attraction de type tour parachute.
- Slinky Dog Zigzag Spin, une attraction de type Music Express.
- Barrel of Monkeys, une boutique

### Hong Kong Disneyland
Inaugurée le 17 novembre 2011,,, cette zone se compose de 3 attractions avec une statue géante de Woody située à l'entrée du land.
- Toy Soldiers Parachute Drop, une attraction de type tour parachute.
- Slinky Dog Zig-Zag Spin, une attraction de type Music Express.
- RC Racer, une attraction de type Half Pipe.

### Shanghai Disneyland
Ouvert officiellement le 26 avril 2018,, ce land possède les mêmes attractions qu'aux Walt Disney Studios Park (Disneyland Paris) et qu'à Hong Kong Disneyland, à l’exception de "Parachute Drop", qui est remplacé par "Woody’s Round".
- Slinky Dog Spin, une attraction de type Music Express.
- Rex’s Racer, une attraction de type Half Pipe.
- Woody's Round-Up, une attraction de type Demolition Derby
- Meeting Post, une zone de rencontre avec les personnages
- Al's Toy Barn, une boutique
- Toy Box Cafe, un restaurant

### Disney's Hollywood Studios
Ouvert officiellement le 30 juin 2018.
- Toy Story Mania
- Slinky Dog Dash
- Alien Swirling Saucers
- Woody's Lunch Box un restaurant à emporter
- Roundup Rodeo BBQ un restaurant de service à table ouvert en 2023